# Lithobius mauritianus
Lithobius mauritianus är en mångfotingart som först beskrevs av Verhoeff K.W. 1939.  Lithobius mauritianus ingår i släktet Lithobius och familjen stenkrypare.
Artens utbredningsområde är Mauritius. Inga underarter finns listade i Catalogue of Life.